# Nipomo, Kalifornien
Nipomo är en ort (CDP) i San Luis Obispo County, i delstaten Kalifornien, USA. Enligt United States Census Bureau har orten en folkmängd på 16 714 invånare (2010) och en landarea på 38,5 km².